# 武弘宜路
武弘 宜路（たけひろ のぶみち、1848年6月25日（嘉永元年5月25日） - 1917年（大正6年）8月23日）は、日本の政治家、衆議院議員（3期）。

## 経歴
周防国都濃郡末武北村(のち山口県都濃郡花岡村、現・下松市)生まれ。長州藩士で農業を営む。漢、英、数、兵学を修め、1868年、陸軍に入り、1874年、大尉に進み、正七位に叙せられる。1877年、徴兵副使となり、西南戦争に参加する。翌年勲五等双光旭日章を授けられる。1881年、軍を退役し、村会議員、山口県会議員、所得税調査委員、徴兵参事員を務め、防長農工銀行、防長米同業組合各創立委員となる。
1892年の第2回衆議院議員総選挙において山口4区から中央交渉会公認で立候補して初当選する。1894年の第3回衆議院議員総選挙は不出馬。1898年3月の第5回衆議院議員総選挙では無所属で立候補して復帰する。同年8月の第6回衆議院議員総選挙では国民協会公認で立候補して三選。衆議院議員を3期務め、1902年の第7回衆議院議員総選挙では立憲政友会公認で立候補して落選した。1917年に死去した。